# Димитър Бучков
Димитър Тодоров Бучков е български учен, ректор на Висшия машинно-електротехнически институт (ВМЕИ) в София (в периодите 1983 – 1986 и 1989 – 1992), член-кореспондент на Българската академия на науките.

## Образование
Завършва Висшето военноморско училище „Никола Йонков Вапцаров“ през 1952. След офицерска служба във Военноморския флот (до 1956) следва и през 1959 се дипломира по специалност „Технология на машиностроенето“ в МЕИ, София.
Подготвя и защитава във ВМЕИ, София (1966) дисертация на тема „Към въпросите на механизма на аустенит-мартензитното превръщане“ за научна степен „кандидат на техническите науки“ (сега: „доктор“).

## Преподавателска и научна дейност
Катедра „Материалознание и технология на материалите“ (МТМ), Машинно-технологичен факултет, МЕИ и ВМЕИ: асистент (1959), доцент (1969), професор (1979) по „Металознание и термообработка“.
Основни области на научна и преподавателска дейност: химико-термична обработка в тлеещ разряд, йонно азотиране на масивни детайли, електрофизични технологии за термична обработка на металите. Основоположник на ново научно направление в България – електрофизични технологии.
Автор на над 90 публикации, 27 регистрирани изобретения и патенти (включително в чужбина) и няколко учебника. По-важни изобретения:
- Методи и съоръжения за йонно азотиране и за химическо никелиране
- Метални магнитни аморфни прахове с приложение в електрониката

Избран за член-кореспондент на БАН.
През 2006 г. получава почетната титла Доктор хонорис кауза на Висшето Военноморско училище „Н. Вапцаров“ по време на честването на 125-годишнината на ВВМУ.
Награди:
- Димитровска награда (1980)
- орден „Кирил и Методий“ II степен (1985)
- звание „Заслужил деятел на науката“ (1985)
- звание „Почетен изобретател“ (многократно)

## Управленска дейност
Във Висшия машинно-електротехнически институт, София (ВМЕИ):
- ръководител на Научноизследователска лаборатория „Електрофизични технологии за термична обработка на металите“, ВМЕИ;
- 1978 – 1981: заместник-ректор на ВМЕИ;
- 1983 – 1986: ректор на ВМЕИ, София;
- 1989 – 1992: ректор на ВМЕИ, София.

В Министерството на народната просвета (МНП) и в неговия Съвет за висше образование (СВО):
- 1982 – 1983: заместник-председател на СВО;
- 1986 – 1987: първи заместник-министър на народната просвета и председател на СВО.